# St. Johannes Baptist (Leuterschach)

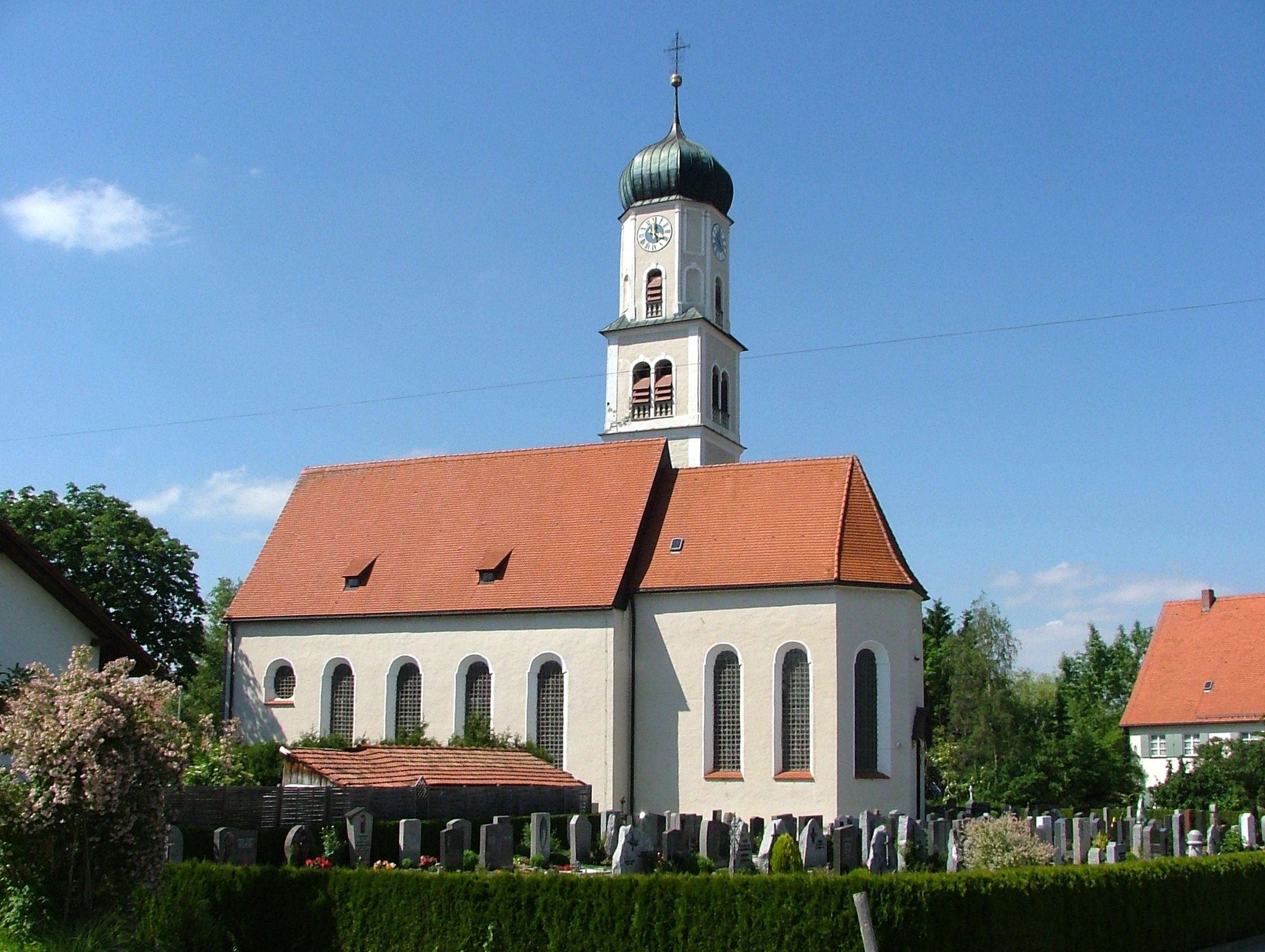
St. Johannes Baptist in Leuterschach

Die römisch-katholische Pfarrkirche St. Johannes Baptist steht in Leuterschach, einem Gemeindeteil von Marktoberdorf im schwäbischen Landkreis Ostallgäu in Bayern. Das denkmalgeschützte Bauwerk ist in der Liste der Baudenkmäler in Marktoberdorf unter der Nummer D-7-77-151-60 eingetragen.

## Beschreibung
Die Saalkirche wurde 1692/93 unter teilweiser Verwendung des spätmittelalterlichen Vorgängerbaus erbaut. Sie besteht aus einem Langhaus, einem eingezogenen, dreiseitig geschlossenen Chor im Osten, der Sakristei an der Nordwand des Chors und einem Kirchturm auf quadratischem Grundriss in der Ecke von Langhaus und Sakristei, der 1727/28 nach Plänen von Johann Georg Fischer erneuert wurde. Er erhielt ein achteckiges Obergeschoss mit der Turmuhr, im Geschoss darunter steht der Glockenstuhl mit vier Glocken. Der Turm schließt mit einer Zwiebelhaube ab.
Der Innenraum des Langhauses ist mit einer Decke mit Hohlkehle überspannt, der des Chors mit einem Stichkappengewölbe. Den Stuck schuf 1537 Abraham Baader, die Fresken im Chor und in der Sakristei gestaltete gleichzeitig Matthias Wolcker, im Langhaus sind sie von Johannes Zick. Der Hochaltar aus der Zeit um 1693 wird von den Statuen des Ulrich von Augsburg und des Nikolaus von Myra flankiert. Das Gemälde des Altarblatts zeigt den Kirchenpatron, Johannes den Täufer, 1788 von Johann Nepomuk Eberle gemalt. Die Darstellung des Franz von Assisi im Altarauszug wird Johann Heel zugeschrieben.